# Discografia dei Lynyrd Skynyrd

## Album in studio
| Anno | Titolo                              | US Billboard 200 | Certificazioni                                                                                    |
| ---- | ----------------------------------- | ---------------- | ------------------------------------------------------------------------------------------------- |
| 1973 | (Pronounced 'Leh-'nérd 'Skin-'nérd) | 27               | Stati Uniti: 2x disco di platino (2'000'000 di copie) Regno Unito: disco d'argento (60'000 copie) |
| 1974 | Second Helping                      | 12               | Stati Uniti: 2x disco di platino (2'000'000 di copie)                                             |
| 1975 | Nuthin' Fancy                       | 9                | Stati Uniti: disco di platino (1'000'000 di copie)                                                |
| 1976 | Gimme Back My Bullets               | 20               | Stati Uniti: disco d'oro (500'000 copie)                                                          |
| 1977 | Street Survivors                    | 5                | Stati Uniti: 2x disco di platino (2'000'000 di copie)                                             |
| 1991 | Lynyrd Skynyrd 1991                 | 64               | -                                                                                                 |
| 1993 | The Last Rebel                      | 64               | -                                                                                                 |
| 1994 | Endangered Species                  | 115              | -                                                                                                 |
| 1997 | Twenty                              | 97               | -                                                                                                 |
| 1999 | Edge of Forever                     | 96               | -                                                                                                 |
| 2000 | Christmas Time Again                | 38               | -                                                                                                 |
| 2003 | Vicious Cycle                       | 30               | -                                                                                                 |
| 2009 | God & Guns                          | 18               | -                                                                                                 |
| 2012 | Last of a Dyin' Breed               | 14               | -                                                                                                 |

## Album dal vivo
| Anno | Titolo                                                                                         | Massima posizione in classifica | Massima posizione in classifica | Massima posizione in classifica | Massima posizione in classifica | Certificazioni                                                                                        |
| Anno | Titolo                                                                                         | US                              | CAN                             | FRA                             | GER                             | Certificazioni                                                                                        |
| ---- | ---------------------------------------------------------------------------------------------- | ------------------------------- | ------------------------------- | ------------------------------- | ------------------------------- | --- |
| 1976 | One More from the Road                                                                         | 9                               | 49                              | —                               | —                               | - Stati Uniti: 3× disco di platino (3'000'000 di copie) - Regno Unito: disco d'argento (60'000 copie) |
| 1988 | Southern by the Grace of God                                                                   | 68                              | —                               | —                               | —                               | |
| 1996 | Southern Knights                                                                               | —                               | —                               | —                               | —                               | |
| 1998 | Lyve from Steel Town                                                                           | —                               | —                               | —                               | —                               | - Stati Uniti: disco d'oro (500'000 copie)                                                            |
| 2004 | Lynyrd Skynyrd Lyve: The Vicious Cycle Tour                                                    | —                               | —                               | —                               | —                               | |
| 2009 | Authorized Bootleg Lynyrd Skynyrd Live / Cardiff Capitol Theatre – Cardiff, Wales Nov. 04 1975 | —                               | —                               | —                               | —                               | |
| 2009 | Authorized Bootleg: Live at Winterland – San Francisco Mar. 07 1976                            | —                               | —                               | —                               | —                               | |
| 2010 | Live from Freedom Hall                                                                         | —                               | —                               | 175                             | 74                              | |
| 2015 | One More for the Fans                                                                          | —                               | —                               | —                               | —                               | |
| 2015 | Pronounced Leh-Nerd Skin-Nerd & Second Helping – Live from Jacksonville at the Florida Theatre | —                               | —                               | —                               | —                               | |
| 2018 | Live In Atlantic City                                                                          | —                               | —                               | —                               | —                               | |
| 2019 | The Last of the Street Survivors Farewell Tour                                                 | 121                             | —                               | —                               | —                               | |
| 2021 | Live at Knebworth '76                                                                          | —                               | —                               | —                               | —                               | |

## Raccolte
| Anno | Titolo                                              | Massima posizione in classifica | Massima posizione in classifica | Massima posizione in classifica | Massima posizione in classifica | Massima posizione in classifica | Massima posizione in classifica | Massima posizione in classifica | Certificazioni                                                                                        |
| Anno | Titolo                                              | US                              | CAN                             | FIN                             | FRA                             | GER                             | SWE                             | UK                              | Certificazioni                                                                                        |
| ---- | --------------------------------------------------- | ------------------------------- | ------------------------------- | ------------------------------- | ------------------------------- | ------------------------------- | ------------------------------- | ------------------------------- | --- |
| 1978 | Skynyrd's First and... Last                         | 15                              | 35                              | —                               | —                               | —                               | —                               | 50                              | - Stati Uniti: disco di platino (1'000'000 di copie)                                                  |
| 1979 | Gold & Platinum                                     | 12                              | 56                              | —                               | —                               | —                               | —                               | 49                              | - Stati Uniti: 3x disco di platino (3'000'000 di copie) - Regno Unito: disco d'argento (60'000 copie) |
| 1982 | Best of the Rest                                    | 171                             | —                               | —                               | —                               | —                               | —                               | —                               | |
| 1987 | Legend                                              | 41                              | —                               | —                               | —                               | —                               | —                               | —                               | - Stati Uniti: disco d'oro (500'000 copie)                                                            |
| 1989 | Skynyrd's Innyrds                                   | —                               | —                               | —                               | —                               | —                               | —                               | —                               | - Stati Uniti: 5x disco di platino (5'000'000 di copie) - Australia: disco d'oro (35'000 copie)       |
| 1991 | Lynyrd Skynyrd (Box Set)                            | —                               | —                               | —                               | —                               | —                               | —                               | —                               | - Stati Uniti: disco d'oro (500'000 copie)                                                            |
| 1993 | A Retrospective                                     | —                               | —                               | —                               | —                               | —                               | —                               | —                               | |
| 1997 | What's Your Name                                    | —                               | —                               | —                               | —                               | —                               | —                               | —                               | - Stati Uniti: disco di platino (1'000'000 di copie)                                                  |
| 1997 | Old Time Greats                                     | —                               | —                               | —                               | —                               | —                               | —                               | —                               | |
| 1998 | Extended Versions: The Encore Collection            | —                               | —                               | —                               | —                               | —                               | —                               | —                               | - Stati Uniti: disco d'oro (500'000 copie)                                                            |
| 1998 | The Essential Lynyrd Skynyrd                        | —                               | —                               | —                               | —                               | —                               | —                               | —                               | - Stati Uniti: disco di platino (1'000'000 di copie) - Regno Unito: disco d'argento (60'000 copie)    |
| 1998 | Skynyrd's First: The Complete Muscle Shoals Album   | —                               | —                               | —                               | —                               | —                               | —                               | —                               | |
| 1999 | 20th Century Masters                                | —                               | —                               | —                               | —                               | —                               | —                               | —                               | - Stati Uniti: 2x disco di platino (2'000'000 di copie)                                               |
| 1999 | Solo Flytes                                         | —                               | —                               | —                               | —                               | —                               | —                               | —                               | |
| 2000 | All Time Greatest Hits                              | 76                              | —                               | —                               | —                               | —                               | —                               | —                               | - Stati Uniti: disco di platino (1'000'000 di copie)                                                  |
| 2000 | Collectybles                                        | —                               | —                               | —                               | —                               | —                               | —                               | —                               | |
| 2000 | Then and Now                                        | —                               | —                               | —                               | —                               | —                               | —                               | —                               | |
| 2001 | Lynyrd Skynyrd: The Collection                      | —                               | —                               | —                               | —                               | —                               | —                               | —                               | - Regno Unito: disco d'oro (100'000 copie)                                                            |
| 2003 | Thyrty                                              | 16                              | —                               | —                               | —                               | —                               | —                               | —                               | - Stati Uniti: disco di platino (1'000'000 di copie)                                                  |
| 2005 | Greatest Hits (la prima raccolta con questo nome)   | —                               | —                               | —                               | —                               | —                               | —                               | —                               | |
| 2005 | Then and Now Volume Two                             | —                               | —                               | —                               | —                               | —                               | —                               | —                               | |
| 2008 | Greatest Hits (la seconda raccolta con questo nome) | —                               | —                               | —                               | —                               | —                               | —                               | —                               | - Regno Unito: disco d'oro (100'000 copie)                                                            |
| 2010 | Icon                                                | —                               | —                               | —                               | —                               | —                               | —                               | —                               | - Stati Uniti: disco d'oro (500'000 copie)                                                            |
| 2017 | The Broadcast Archive (Radio Broadcast 1975/1994)   | —                               | —                               | —                               | —                               | —                               | —                               | —                               | |

## Singoli
| Anno | Titolo                                                    | US Billboard Hot 100 | US Mainstream Rock | Album                               |
| ---- | --------------------------------------------------------- | -------------------- | ------------------ | ----------------------------------- |
| 1968 | Need All My Friends / Michelle                            | -                    | -                  |                                     |
| 1971 | I've Been Your Fool / Gotta Go                            | -                    | -                  |                                     |
| 1973 | Gimme Three Steps / Mr. Banker (demo)                     | -                    | -                  | (Pronounced 'Leh-'nérd 'Skin-'nérd) |
| 1974 | Don't Ask Me No Questions (remix) / Take Your Time (demo) | -                    | -                  | Second Helping                      |
| 1974 | Sweet Home Alabama / Take Your Time (demo)                | 8                    | -                  | Second Helping                      |
| 1974 | Free Bird / Down South Jukin' (demo)                      | 19                   | -                  | (Pronounced 'Leh-'nérd 'Skin-'nérd) |
| 1975 | Saturday Night Special / Made in the Shade                | 27                   | -                  | Nuthin' Fancy                       |
| 1976 | Double Trouble / Roll Gypsy Roll                          | 80                   | -                  | Gimme Back My Bullets               |
| 1976 | Gimme Back My Bullets / All I Can Do Is Write About It    | -                    | -                  | Gimme Back My Bullets               |
| 1976 | Gimme Three Steps (live) / Travelin' Man (live)           | -                    | -                  | One More from the Road              |
| 1976 | Free Bird (live) / Searchin' (live)                       | 38                   | -                  | One More from the Road              |
| 1977 | What's Your Name? / I Know a Little                       | 13                   | -                  | Street Survivors                    |
| 1977 | That Smell                                                | -                    | -                  | Street Survivors                    |
| 1978 | You Got That Right / Ain't No Good Life                   | 69                   | -                  | Street Survivors                    |
| 1978 | Down South Jukin' / Wino                                  | -                    | -                  | Skynyrd's First and... Last         |
| 1987 | Truck Drivin' Man                                         | -                    | 12                 |                                     |
| 1988 | Swamp Music                                               | -                    | 16                 |                                     |
| 1991 | Smokestack Lightning                                      | -                    | 2                  | Lynyrd Skynyrd 1991                 |
| 1991 | Keeping the Faith                                         | -                    | 10                 | Lynyrd Skynyrd 1991                 |
| 1993 | Good Lovin's Hard to Find                                 | -                    | 6                  | The Last Rebel                      |
| 1993 | Born to Run                                               | -                    | 37                 | The Last Rebel                      |
| 1997 | Travelin' Man                                             | -                    | 22                 | Twenty                              |
| 1997 | Bring It On                                               | -                    | 33                 | Twenty                              |
| 1999 | Preacher Man                                              | -                    | 26                 | Edge of Forever                     |
| 2003 | Red White & Blue (Love It or Leave)                       | -                    | 27                 | Vicious Cycle                       |
| 2009 | Still Unbroken                                            | -                    | 40                 | God & Guns                          |
| 2009 | Simple Life                                               | -                    | -                  | God & Guns                          |
| 2010 | Skynyrd Nation                                            | -                    | -                  | God & Guns                          |
| 2010 | That Ain't My America                                     | -                    | -                  | God & Guns                          |
| 2012 | Last of a Dyin' Breed                                     | -                    | -                  | Last of a Dyin' Breed               |

## Album video
| Anno | Titolo                                      | US RIAA     |
| ---- | ------------------------------------------- | ----------- |
| 1988 | Lynyrd Skynyrd Tribute Tour                 | Disco d'oro |
| 1996 | Freebird... The Movie                       | -           |
| 1998 | Lyve from Steel Town                        | Disco d'oro |
| 2004 | Lynyrd Skynyrd Lyve: The Vicious Cycle Tour | Disco d'oro |
| 2007 | Lynyrd Skynyrd: Live from Austin, TX        | Disco d'oro |